# Монтенар
Монтенар (фр. Monteynard) — коммуна во Франции, находится в регионе Рона — Альпы. Департамент коммуны — Изер. Входит в состав кантона Матезин-Триев. Округ коммуны — Гренобль.
Код INSEE коммуны — 38254. Население коммуны на 1999 год составляло 402 человека. Населённый пункт находится на высоте от 362  до 1 712  метров над уровнем моря. Муниципалитет расположен на расстоянии около 510 км юго-восточнее Парижа, 110 км юго-восточнее Лиона, 24 км южнее Гренобля. Мэр коммуны — Richard Passelande, мандат действует на протяжении 2020—2026 гг.
Динамика населения (INSEE):